# Dominio de Ōtaki

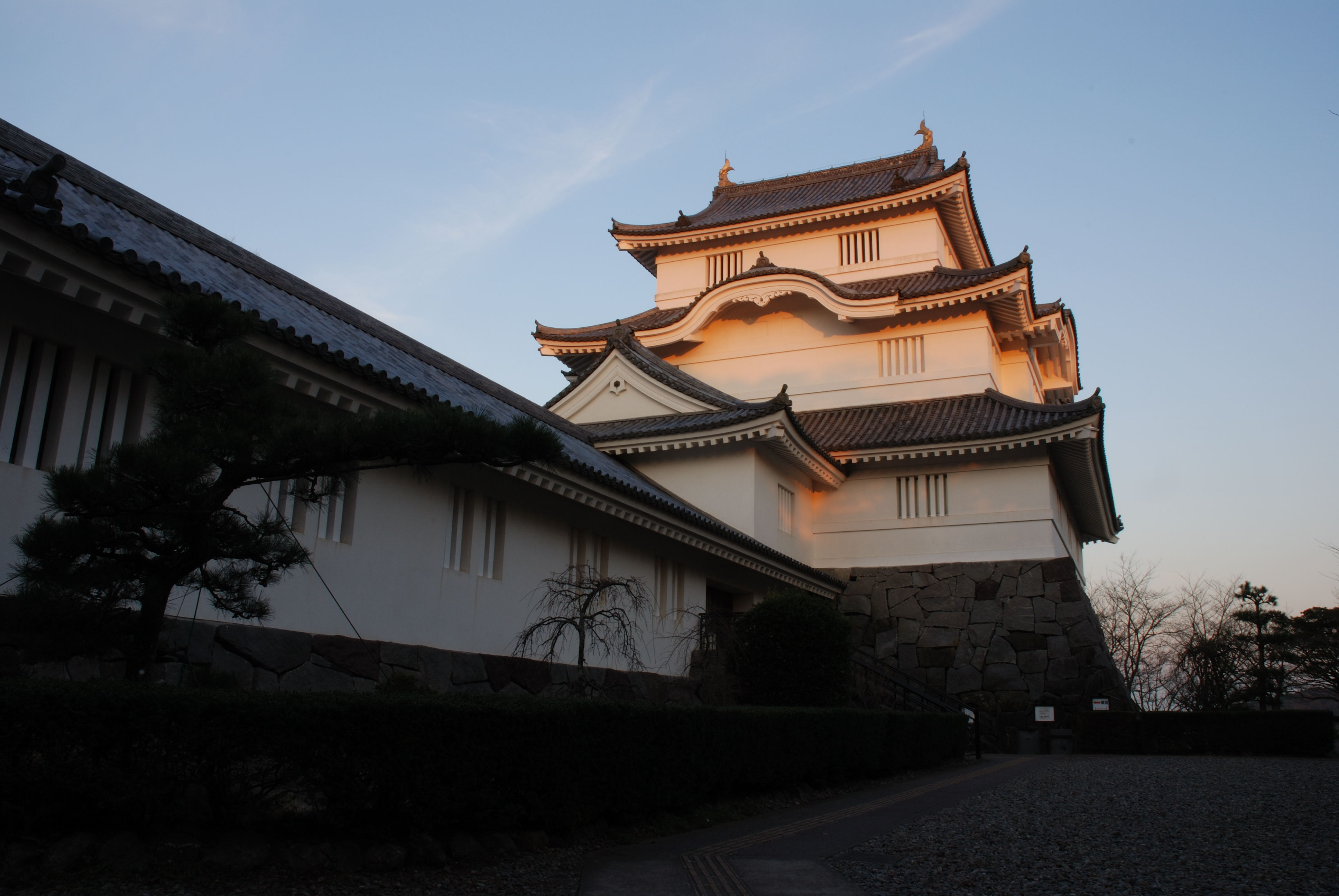
Torre del castillo de Ōtaki.

El Dominio de Ōtaki (大多喜藩 Ōtaki-han?) era un dominio japonés del Período Edo, localizado en la Provincia de Kazusa (parte de la actual Prefectura de Chiba). Su primer señor fue el célebre guerrero del Periodo Sengoku, Honda Tadakatsu.
Ōkōchi Masatoshi, célebre el científico de siglo XX y el tercer director de Laboratorios Riken, eran el hijo de Matsudaira (Ōkōchi) Masatada, el último señor de Ōtaki.

## Lista de Daimyōs
- Clan Honda (100.000->50.000 koku)

1. Honda Tadakatsu
2. Honda Tadatomo
3. Honda Masatomo

- Clan Aoyama (Fudai; 20.000 koku)

1. Aoyama Tadatoshi

- Clan Abe (Fudai; 10.000->16.000 koku)

1. Abe Masayoshi
2. Abe Masaharu

- Clan Inagaki (Fudai; 15.000 koku)

1. Inagaki Shigetomi

- Clan Matsudaira (Fudai; 20.000->20.000 koku)

1. Matsudaira Masahisa
2. Matsudaira Masasada
3. Matsudaira Masaharu
4. Matsudaira Masanori
5. Matsudaira Masamichi
6. Matsudaira Masakata
7. Matsudaira Masayoshi
8. Matsudaira Masatomo
9. Matsudaira Masatada